# Florêncio de Abreu
Florêncio Carlos de Abreu e Silva (Porto Alegre, 20 de outubro de 1839 — Rio de Janeiro, 12 de dezembro de 1881) foi um advogado, escritor, jornalista e político brasileiro.

## Vida
Filho do major João Luís de Abreu e Silva, formado pela Faculdade de Direito de São Paulo, retornou ao Rio Grande do Sul onde filiou-se ao partido liberal e colaborou ativamente com o jornal A Reforma. Foi deputado geral pela província do Rio Grande do Sul de 1878 a 1881, senador do Império em 1880 e presidente da província de São Paulo de 7 de abril a 5 de novembro de 1881, tendo adoecido logo depois e falecido vítima de tuberculose.
Publicou o romance Quebra de Juramento na revista Culto à Sciência em São Paulo, colaborou com o jornal Tymbira a Aréas. 